# Дмитренко Любомир Іванович
Дмитренко Любомир Іванович (нар. 15 вересня 1942, с. Сколошів, Польща) — український художник-монументаліст. Заслужений діяч мистецтв України (1998). Член Національної спілки художників України (з 1977).

## Життєпис
Народився 15 вересня 1942 року в с. Сколошів, Ярославського повіту (Польща). У 1945 році, під час масового примусового переселення українців з Польщі до Радянського Союзу родина зі Сколошева була вивезена у Волинську область Української РСР. 
З 1956 до 1961 року навчався у Львівському державному училищі декоративного і прикладного мистецтва (нині Львівський фаховий коледж декоративного і ужиткового мистецтва імені Івана Труша. 
1969 року закінчив Львівський інститут прикладного та декоративного мистецтва (нині Львівська національна академія мистецтв) Учень професорів Романа Сельського і Марти Токар. 
У 1992—2003 роках — голова секції монументально-декоративного мистецтва Київської організації Національної спілки художників України.
Працює у галузях монументального живопису та гобелена. Від 1969 – учасник всеукраїнських художніх виставок. Для творчості характерні декоративність, узагальненість форми, особлива композиційна структура. Роботи зберігаються в інтер’єрах громадських споруд України, РФ, Узбекистану, Літературно-меморіальному музеї Лесі Українки у Києві, Сумському художньому музеї.

## Основні твори
- гобелени:

«Леся Українка» (1971, Музей Лесі Українки у Києві, срібна медаль ВДНГ СРСР, 1971, співавт.), 
триптих «Т. Шевченко» (1987, Міжнар. молодіж. центр у Каневі Черкас. обл.), 
«О. Довженко», «Світ Кіно» (обидва – 1991, Луган. палац культури профспілок);
- стінопис – «Історія фізики від Аристотеля до Айнштайна» (1973, гол. корпус Нац. тех. університету України «Київ. політех. інститут»),

- ікони «Христос із пророками» (1998, центральний фасад), стінопис «Розп’яття»[2] (2000, апсида приділу св. Варвари; усі – у Михайлівському Золотоверхому соборі Києва);

- «Св. апостол Андрій Первозванний», «Св. князь Володимир Великий» (ікони Верх. храму Володимир. собору у Херсонесі, АР Крим, 2003–04 – відтворення знищеного живопису 19 ст. О. Корзухіна);

- «Св. Євангеліст Іоан Богослов», стінопис «Св. Дух», фасадна ікона «Микола Чудотворець» (усі – 2005, храм Святителя Миколая в с. Кірове Немирівського р-ну Вінницької обл.).